# Championnat du monde féminin de course scratch
Le Championnat du monde féminin de course scratch est le championnat du monde de la course scratch organisé annuellement par l'UCI dans le cadre des Championnats du monde de cyclisme sur piste, depuis 2002.
Les compétitrices partent groupées pour parcourir une distance maximum de 10 km et le classement est fait à l'issue du sprint à l'arrivée.

## Palmarès
| Année | Or                        | Argent                     | Bronze                   |
| ----- | ------------------------- | -------------------------- | ------------------------ |
| 2002  | Lada Kozlíková (CZE)      | Rochelle Gilmore (AUS)     | Olga Slyusareva (RUS)    |
| 2003  | Olga Slyusareva (RUS)     | Rochelle Gilmore (AUS)     | Adrie Visser (NED)       |
| 2004  | Yoanka González (CUB)     | Mandy Poitras (CAN)        | Olga Slyusareva (RUS)    |
| 2005  | Olga Slyusareva (RUS)     | Katherine Bates (AUS)      | Lyudmyla Vypyraylo (UKR) |
| 2006  | María Luisa Calle (COL)   | Gina Grain (CAN)           | Olga Slyusareva (RUS)    |
| 2007  | Yumari González (CUB)     | María Luisa Calle (COL)    | Adrie Visser (NED)       |
| 2008  | Eleonora van Dijk (NED)   | Yumari González (CUB)      | Belinda Goss (AUS)       |
| 2009  | Yumari González (CUB)     | Elizabeth Armitstead (GBR) | Belinda Goss (AUS)       |
| 2010  | Pascale Jeuland (FRA)     | Yumari González (CUB)      | Belinda Goss (AUS)       |
| 2011  | Marianne Vos (NED)        | Katherine Bates (AUS)      | Danielle King (GBR)      |
| 2012  | Katarzyna Pawłowska (POL) | Melissa Hoskins (AUS)      | Kelly Druyts (BEL)       |
| 2013  | Katarzyna Pawłowska (POL) | Sofía Arreola (MEX)        | Evgenia Romanyuta (RUS)  |
| 2014  | Kelly Druyts (BEL)        | Katarzyna Pawłowska (POL)  | Evgenia Romanyuta (RUS)  |
| 2015  | Kirsten Wild (NED)        | Amy Cure (AUS)             | Allison Beveridge (CAN)  |
| 2016  | Laura Kenny (GBR)         | Kirsten Wild (NED)         | Stephanie Roorda (CAN)   |
| 2017  | Rachele Barbieri (ITA)    | Elinor Barker (GBR)        | Jolien D'Hoore (BEL)     |
| 2018  | Kirsten Wild (NED)        | Jolien D'Hoore (BEL)       | Amalie Dideriksen (DEN)  |
| 2019  | Elinor Barker (GBR)       | Kirsten Wild (NED)         | Jolien D'Hoore (BEL)     |
| 2020  | Kirsten Wild (NED)        | Jennifer Valente (USA)     | Maria Martins (POR)      |
| 2021  | Martina Fidanza (ITA)     | Maike van der Duin (NED)   | Jennifer Valente (USA)   |
| 2022  | Martina Fidanza (ITA)     | Maike van der Duin (NED)   | Jessica Roberts (GBR)    |
| 2023  | Jennifer Valente (USA)    | Maike van der Duin (NED)   | Michaela Drummond (NZL)  |
| 2024  | Lorena Wiebes (NED)       | Jennifer Valente (USA)     | Ally Wollaston (NZL)     |

## Bilan
| Rang | Coureuse            | Médaille d'or, Coupe du Monde | Médaille d'argent, Coupe du Monde | Médaille de bronze, Coupe du Monde | Total |
| ---- | ------------------- | ----------------------------- | --------------------------------- | ---------------------------------- | ----- |
| 1    | Kirsten Wild        | 3                             | 2                                 | 0                                  | 5     |
| 2    | Yumari González     | 2                             | 2                                 | 0                                  | 4     |
| 3    | Katarzyna Pawłowska | 2                             | 1                                 | 0                                  | 3     |
| 4    | Olga Slyusareva     | 2                             | 0                                 | 3                                  | 5     |
| 5    | Martina Fidanza     | 2                             | 0                                 | 0                                  | 2     |
| 6    | Jennifer Valente    | 1                             | 1                                 | 1                                  | 3     |
| 7    | María Luisa Calle   | 1                             | 1                                 | 0                                  | 2     |
| 7    | Elinor Barker       | 1                             | 1                                 | 0                                  | 2     |
| 9    | Kelly Druyts        | 1                             | 0                                 | 1                                  | 2     |
| 10   | Rachele Barbieri    | 1                             | 0                                 | 0                                  | 1     |
| 10   | Yoanka González     | 1                             | 0                                 | 0                                  | 1     |
| 10   | Pascale Jeuland     | 1                             | 0                                 | 0                                  | 1     |
| 10   | Lada Kozlíková      | 1                             | 0                                 | 0                                  | 1     |
| 10   | Laura Kenny         | 1                             | 0                                 | 0                                  | 1     |
| 10   | Eleonora van Dijk   | 1                             | 0                                 | 0                                  | 1     |
| 10   | Marianne Vos        | 1                             | 0                                 | 0                                  | 1     |

| Rang  | Pays             | Médaille d'or, Coupe du Monde | Médaille d'argent, Coupe du Monde | Médaille de bronze, Coupe du Monde | Total |
| ----- | ---------------- | ----------------------------- | --------------------------------- | ---------------------------------- | ----- |
| 1     | Pays-Bas         | 6                             | 5                                 | 2                                  | 13    |
| 2     | Cuba             | 3                             | 2                                 | 0                                  | 5     |
| 3     | Italie           | 3                             | 0                                 | 0                                  | 3     |
| 4     | Grande-Bretagne  | 2                             | 2                                 | 2                                  | 6     |
| 5     | Pologne          | 2                             | 1                                 | 0                                  | 3     |
| 6     | Russie           | 2                             | 0                                 | 5                                  | 7     |
| 7     | États-Unis       | 1                             | 2                                 | 1                                  | 4     |
| 8     | Belgique         | 1                             | 1                                 | 3                                  | 5     |
| 9     | Colombie         | 1                             | 1                                 | 0                                  | 2     |
| 10    | France           | 1                             | 0                                 | 0                                  | 1     |
| 10    | Tchéquie         | 1                             | 0                                 | 0                                  | 1     |
| 12    | Australie        | 0                             | 6                                 | 3                                  | 9     |
| 13    | Canada           | 0                             | 2                                 | 2                                  | 4     |
| 14    | Mexique          | 0                             | 1                                 | 0                                  | 1     |
| 15    | Nouvelle-Zélande | 0                             | 0                                 | 2                                  | 2     |
| 16    | Danemark         | 0                             | 0                                 | 1                                  | 1     |
| 16    | Portugal         | 0                             | 0                                 | 1                                  | 1     |
| 16    | Ukraine          | 0                             | 0                                 | 1                                  | 1     |
| Total | Total            | 23                            | 23                                | 23                                 | 69    |